# Stazione di Bray Daly

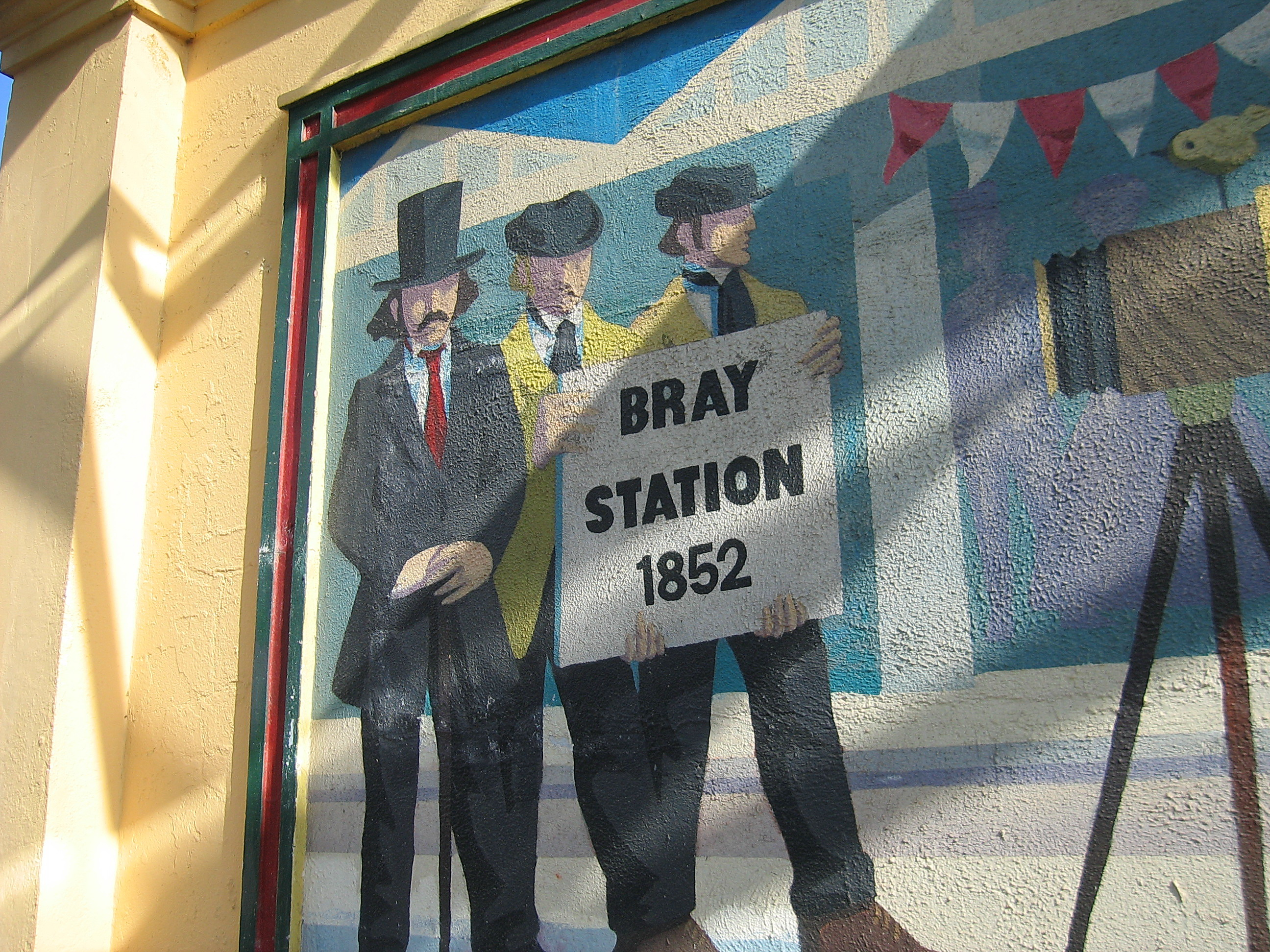
Murales nella stazione di Bray Daly

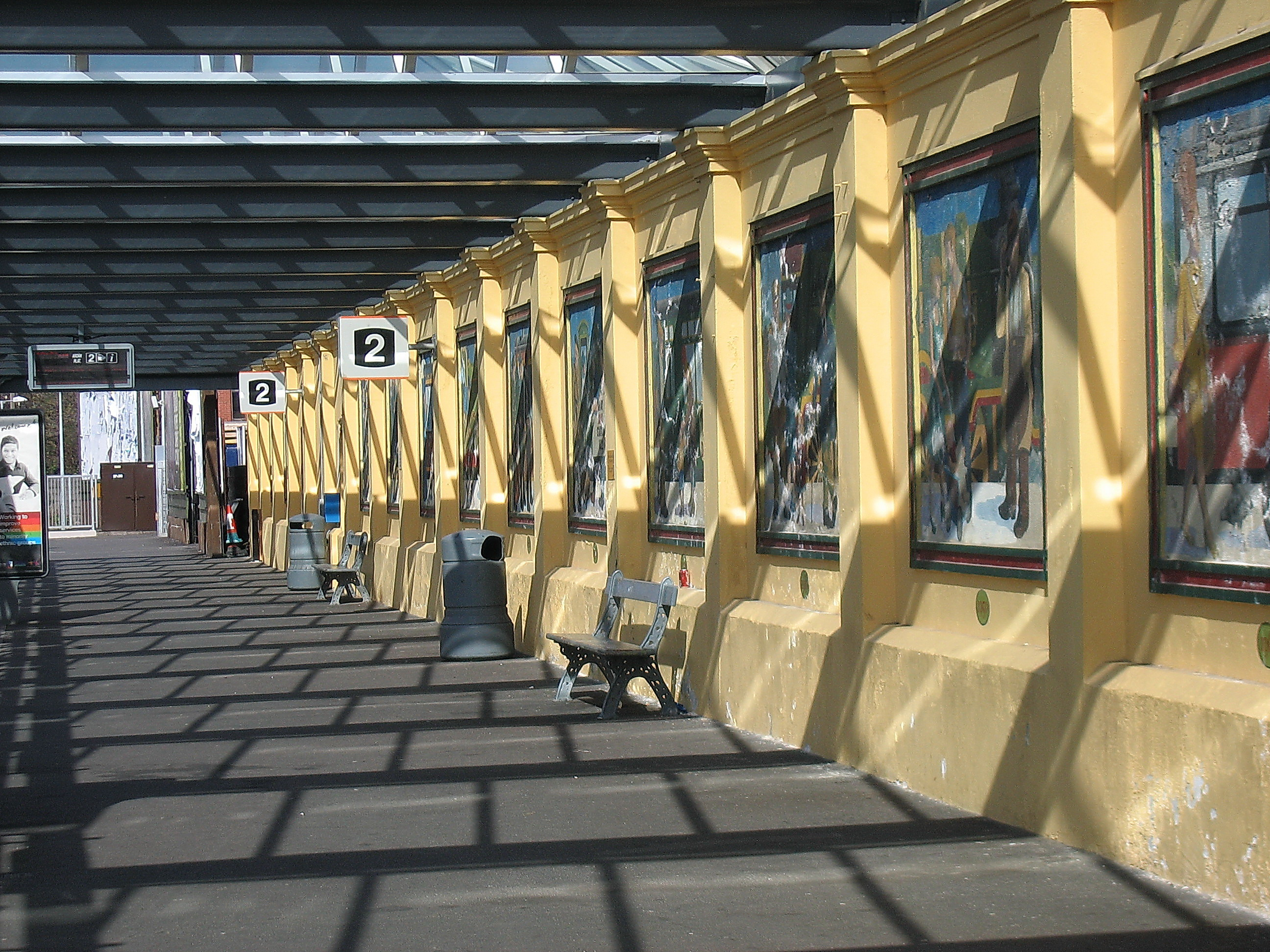
Un pannello che rappresenta ogni decade

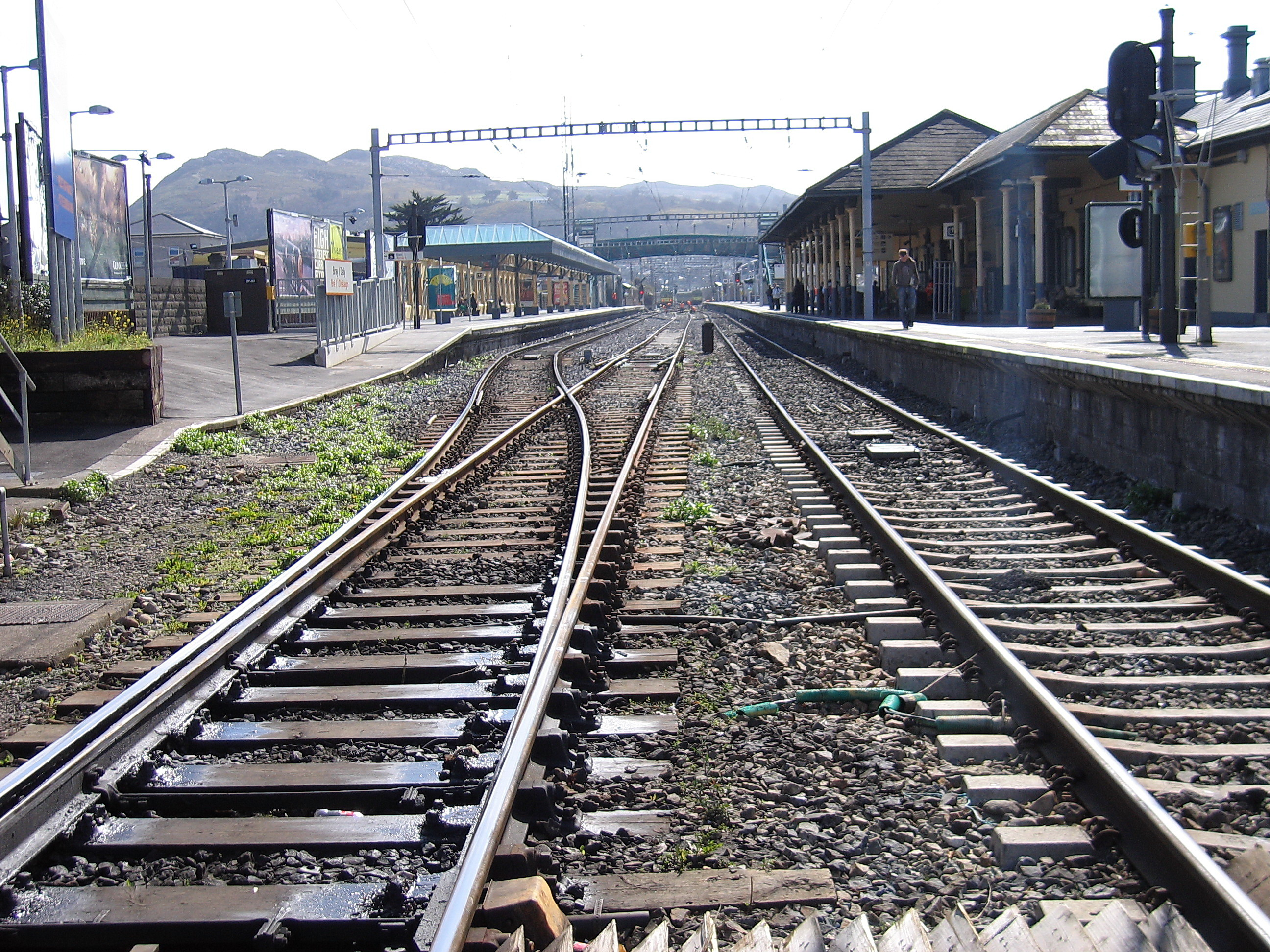
Immagine dei binari con sfondo il Capo Bray

La stazione di Bray Daly è una stazione ferroviaria, che fornisce servizio a Bray, nella contea di Wicklow, Irlanda.

## Linee

### DART
Dall'inaugurazione della DART, fino all'estensione della linea alla stazione di Greystones, nel 2000, la stazione di Bray fungeva da capolinea e per questo c'è un gran numero di binari destinato ai treni inattivi. Sebbene il capolinea sia stato spostato molti treni finiscono il loro percorso a Bray, così come molti convogli diretti a Malahide partono proprio da questa stazione. A sud di Bray la DART non è più a doppio binario ma singolo.

### Altri servizi
Bray è una delle stazione delle linee Intercity Dublino–Rosslare Europort e Dundalk–Dublino–Arklow. Questi treni fermano sempre a Bray e proseguono verso la capitale senza fermarsi, fino a giungere a Connolly. Solo i treni di manutenzione e quelli merci passano da Bray senza fermarsi.

## Struttura della stazione
La stazione ospita un bar, due negozi, una biglietteria e due servizi igienici senza riscaldamento. Si può accedere ai binari 2 e 3 attraverso un ponte pedonale dotato di ascensori. Questi ascensori furono aggiunti nell'ambito di una ristrutturazione generale della DART voluto dalla Iarnród Éireann, per rendere migliore la linea. La stazione fu aperta il 10 luglio 1854. Il nome Daly fu aggiunto il 10 aprile 1966, 50 anni dopo la rivolta di Pasqua, quando vennero dati nomi di patrioti a ben 15 stazioni, le principali ovviamente. Il nome deriva dal patriota Edward Daly.

### Binari
La stazione ha due binari principali; il binario 1 sul lato ovest vicino all'entrata, il binario 2 oltre il ponte pedonale a est. Generalmente il binario 1 è destinato a treni diretti a nord e il 2 a quelli a sud, ma spesso i ruoli sono scambiati per garantire l'afflusso di un numero più consistente di mezzi. Il binario 3 è quasi in disuso, si usa principalmente per pulire i convogli.

### Dipinti
Uno degli elementi più distintivi della stazione è la serie di dipinti sul binario 2. Si inizia con un quadro raffigurante l'apertura della stazione, prosegue con la storia delle ferrovie irlandesi e con la storia dell'isola d'Irlanda, fino ai nostri giorni. Visto il consumo cui questi pannelli sono sottoposti si è iniziato gradualmente a sostituirli con mosaici.

## Interscambi
Fuori dalla stazione c'è una fermata per molte linee di autobus: 45A, 45, 84, 145, 184 e 185. Queste collegano Bray a Dublino, Dun Laoighre, Enniskerry e Newtownmountkennedy. Ci sono anche fermate per taxi e un ampio parcheggio al di fuori di questa stazione.

## Servizi
- Servizi igienici
- Taxi
- Capolinea autolinee
- Biglietteria a sportello
- Biglietteria self-service
- Distribuzione automatica cibi e bevande